# Kvidinge landskommun
Kvidinge landskommun var en tidigare kommun i dåvarande Kristianstads län.

## Administrativ historik
När 1862 års kommunalförordningar började gälla inrättades denna kommun i Kvidinge socken i Södra Åsbo härad i Skåne. 
I kommunen inrättades 31 mars 1932 Kvidinge municipalsamhälle som upphörde först med utgången av år 1970, som ett av de sista i Sverige.
Kommunreformen 1952 påverkade inte Kvidinge, som kvarstod som egen kommun. Då enhetlig kommuntyp infördes 1971 omvandlades landskommunen till enbart kommun, något som dock knappast märktes annat än med nya namn på fullmäktige och styrelse, eftersom landskommunerna normalt ändå omnämndes som "kommun".
Genom sammanläggning gick kommunen 1974 upp i Åstorps kommun.
Kommunkoden 1952-1973 var 1140.

### Kyrklig tillhörighet
I kyrkligt hänseende tillhörde kommunen Kvidinge församling.

## Geografi
Kvidinge landskommun omfattade den 1 januari 1952 en areal av 53,53 km², varav 53,16 km² land.

### Tätorter i kommunen 1960
I Kvidinge landskommun fanns tätorten Kvidinge, som hade 1 286 invånare den 1 november 1960. Tätortsgraden i kommunen var då 58,2 procent.

## Politik

### Mandatfördelning i Kvidinge landskommun 1938-1970
| 11 | 5 | 9 |

| 25 |

| 11 | 5 | 9 |

| 25 |

| 10 | 5 | 10 |

| 25 |

| 9 | 3 | 9 | 4 |

| 25 |

| 8 | 9 | 8 |

| 25 |

| 7 | 9 | 9 |

| 22 |

| 9 | 8 | 8 |

| 21 | 4 |

| 9 | 7 | 3 | 6 |

| 21 | 4 |

| 10 | 9 | 10 |

| 24 | 5 |

### Mandatfördelning i Kvidinge municipalsamhälle 1962-1966
| 11 | 9 |

| 19 |

| 11 | 9 |

| 19 |